# Smeringopus peregrinoides
Smeringopus peregrinoides is een spinnensoort uit de familie trilspinnen (Pholcidae). De soort komt voor in Congo en Rwanda.